# Stanley Cup 2016
La finale della Stanley Cup 2016 è stata una serie al meglio delle sette gare che ha determinato il campione della National Hockey League per la stagione 2015-16. Questa è la 123ª edizione della Stanley Cup. Al termine dei playoff i Pittsburgh Penguins, campioni della Eastern Conference, sfidarono i San Jose Sharks, vincitori della Western Conference. La serie iniziò il 30 maggio per poi concludersi eventualmente il 15 giugno. Il titolo della Stanley Cup fu vinto da parte dei Penguins per 4 a 2. I Penguins vinsero la loro quarta Stanley Cup, la prima dopo quella del 2009. Il capitano di Pittsburgh Sidney Crosby fu premiato con il Conn Smythe Trophy come miglior giocatore dei playoff.
I Pittsburgh Penguins conquistarono il fattore campo per la serie finale grazie ai 104 punti ottenuti in stagione regolare, contro i 98 dei San Jose Sharks. Questa fu la prima serie di playoff in assoluto fra le due franchigie. Grazie alla qualificazione dei San Jose Sharks per la prima volta dai playoff del 2007 una squadra riuscì a fare il proprio esordio nella serie decisiva della Stanley Cup, e in quel caso furono gli Ottawa Senators sconfitti dagli Anaheim Ducks.
I Penguins vinsero il titolo per la quarta volta e in tutte le circostanze ciò avvenne in trasferta, inoltre stabilirono un record per non essere mai stati in svantaggio nel corso di tutta la serie finale.

## Contendenti

### Pittsburgh Penguins
Per i Pittsburgh Penguins si tratta della quinta apparizione alle finali della Stanley Cup, la prima dopo la conquista del titolo avvenuta nella serie del 2009 e venticinque anni esatti dalla prima vittoria avvenuta nel 1991. Nelle ultime stagioni la formazione fu sconfitta nelle finali di Conference del 2013 dai Boston Bruins mentre sia nel 2014 che nel 2015 venne battuta dai New York Rangers.
Pittsburgh dopo un inizio di stagione travagliato e un cambio di allenatore concluse la stagione regolare con 104 punti chiudendo al secondo posto della Metropolitan Division. Nel primo turno dei playoff i Penguins eliminarono proprio i New York Rangers per 4-1, nel secondo turno invece sconfissero per 4-2 i Washington Capitals mentre infine nelle finali della Eastern Conference i Penguins ebbero la meglio sui Tampa Bay Lightning per 4-3 vincendo così il quinto titolo di Conference nella loro storia.

### San Jose Sharks
Per i San Jose Sharks, franchigia nata nel 1990, si tratta della prima apparizione assoluta alle finali della Stanley Cup dopo aver perso per tre volte la finale della Western Conference nel 2004, nel 2010 e nel 2011.
San Jose concluse la stagione regolare al terzo posto della Pacific Division con 98 punti. Al primo turno dei playoff sconfissero i rivali dei Los Angeles Kings per 4-1, mentre nel secondo turno superarono i Nashville Predators sconfiggendoli per 4-3. Infine nella finale della Western Conference eliminarono i St. Louis Blues vincendo la serie 4-2.

## Serie

### Gara 1
| Arbitri: | Dan O’Rourke Dan O’Halloran |

|                           |           |                                      |
| Hertl 23:02 Marleau 38:12 | Marcatori | 12:36 Rust 13:48 Sheary 57:27 Bonino |

### Gara 2
| Arbitri: | Wes McCauley Kelly Sutherland |

|            |           |                           |
| Brau 55:55 | Marcatori | 28:20 Kessel 62:35 Sheary |

### Gara 3
| Arbitri: | Dan O'Halloran Dan O'Rourke |

|                              |           |                                     |
| Lovejoy 5:29 Hornqvist 39:07 | Marcatori | 9:34 Braun 48:48 Ward 72:18 Donskoi |

### Gara 4
| Arbitri: | Wes McCauley Kelly Sutherland |

|                                   |           |                |
| Cole 7:36 Malkin 22:37 Fehr 57:58 | Marcatori | 48:07 Karlsson |

### Gara 5
| Arbitri: | Dan O'Rourke Dan O'Halloran |

|                                                       |           |                          |
| Burns 1:04 Couture 2:53 Karlsson 14:47 Pavelski 58:40 | Marcatori | 4:44 Malkin 5:06 Hagelin |

### Gara 6
| Arbitri: | Wes McCauley Kelly Sutherland |

|                                            |           |               |
| Dumoulin 8:16 Letang 27:46 Hornqvist 58:58 | Marcatori | 26:27 Couture |

## Roster dei vincitori
| Vincitori della Stanley Cup 2016 Pittsburgh Penguins | Portieri: Marc-André Fleury, Matt Murray, Jeff Zatkoff Difensori: Olli Määttä, Justin Schultz, Trevor Daley, Brian Dumoulin, Ben Lovejoy, Ian Cole, Derrick Pouliot, Kris Letang Attaccanti: Matt Cullen, Nick Bonino, Chris Kunitz (A), Eric Fehr, Bryan Rust, Beau Bennett, Tom Kühnhackl, Oskar Sundqvist, Conor Sheary, Carl Hagelin, Evgenij Malkin (A), Patric Hornqvist, Phil Kessel, Sidney Crosby (C) Staff Tecnico: Mike Sullivan (Allenatore), Jacques Martin (Ass. allenatore), Rick Tocchet (Ass. Allenatore) |